# Nuova Zelanda ai Giochi della XI Olimpiade
La Nuova Zelanda partecipò ai Giochi della XI Olimpiade, svoltisi a Berlino, Germania, dal 1º al 16 agosto 1936, con una delegazione di 7 atleti impegnati in tre discipline.

## Medaglie
| Medaglia | Atleta        | Sport            | Evento           |
| -------- | ------------- | ---------------- | ---------------- |
| Oro      | Jack Lovelock | Atletica leggera | 1500 metri piani |